# Radu Boboc
Radu Boboc (Craiova, 24 aprile 1999) è un calciatore rumeno, difensore dell'U Cluj.

## Caratteristiche tecniche
È un terzino destro.

## Statistiche

### Presenze e reti nei club
Statistiche aggiornate al 12 settembre 2022.
| Stagione                 | Squadra                  | Campionato               | Campionato | Campionato | Coppe nazionali | Coppe nazionali | Coppe nazionali | Coppe continentali | Coppe continentali | Coppe continentali | Altre coppe | Altre coppe | Altre coppe | Totale | Totale | Totale |
| Stagione                 | Squadra                  | Comp                     | Pres       | Reti       | Comp            | Pres            | Reti            | Comp               | Pres               | Reti               | Comp        | Pres        | Reti        | Pres   | Reti   |        |
| ------------------------ | ------------------------ | ------------------------ | ---------- | ---------- | --------------- | --------------- | --------------- | ------------------ | ------------------ | ------------------ | ----------- | ----------- | ----------- | ------ | ------ | ------ |
| 2018-2019                | Viitorul Costanza        | L1                       | 22         | 0          | CR              | 5               | 0               | UEL                | 1                  | 0                  |             | -           | -           | 28     | 0      |        |
| 2019-2020                | Viitorul Costanza        | L1                       | 33         | 2          | CR              | 1               | 0               | UEL                | 0                  | 0                  |             | -           | -           | 34     | 2      |        |
| 2020-2021                | Viitorul Costanza        | L1                       | 32         | 0          | CR              | 1               | 0               |                    | -                  | -                  |             | -           | -           | 33     | 0      |        |
| Totale Viitorul Costanza | Totale Viitorul Costanza | Totale Viitorul Costanza | 87         | 2          |                 | 7               | 0               |                    | 1                  | 0                  |             | -           | -           | 95     | 2      |        |
| 2021-2022                | Farul Costanza           | L1                       | 25         | 1          | CR              | 1               | 0               |                    | -                  | -                  |             | -           | -           | 26     | 1      |        |
| lug. 2022                | Farul Costanza           | L1                       | 1          | 0          | CR              | 0               | 0               |                    | -                  | -                  |             | -           | -           | 1      | 0      |        |
| Totale Farul Costanza    | Totale Farul Costanza    | Totale Farul Costanza    | 26         | 1          |                 | 1               | 0               |                    | -                  | -                  |             | -           | -           | 27     | 1      |        |
| ago. 2022-2023           | FCSB                     | L1                       | 5          | 0          | CR              | 3               | 0               | UECL               | 2                  | 0                  |             | -           | -           | 10     | 0      |        |
| Totale carriera          | Totale carriera          | Totale carriera          | 118        | 3          |                 | 11              | 0               |                    | 3                  | 0                  |             | -           | -           | 132    | 3      |        |

## Palmarès

### Club

#### Competizioni nazionali
- Coppa di Romania: 1

Viitorul Costanza: 2018-2019
- Supercoppa di Romania: 1

Viitorul Costanza: 2019